# Анина
Анина (рум. Anina, нем. Steierdorf-Anina, венг. Stájerlakanina) — город на юго-западе Румынии, в жудеце Караш-Северин, в исторической области Банат. Население — около 9 167 жителей (2002 год).

## Промышленность
Центр добычи каменного угля, в дальнейшем используемого на коксохимических и металлургических предприятиях в Решице. В городе есть металлообрабатывающий и лесопильный заводы.

## Археология
В окрестностях города находится Пештера-ку-Оасе (буквально «Пещера с костями»), где в 2002 году были обнаружены останки человека мужского пола, жившего около 40 тыс. лет назад. В научной среде и СМИ получившего прозвище Ион из Анины (рум. Ion din Anina). Эти останки являются древнейшими останками кроманьонца, которые были найдены в Европе.

## Достопримечательности
15 декабря 1863 года была запущена первая горная железная дорога на территории Румынии, связывающая населённые пункты Анина и Оравица, предназначенная для транспортировки угля к портам на Дунае. Она используется сегодня в туристических целях, для желающих посмотреть на живописные пейзажи Банатских гор, и проехать через туннели большой протяженности, вырубленные в скальной породе.